# Порядок наложения

Порядок объектов по оси Z

Порядок наложения, Порядок по оси Z (англ. Z-order) — термин, который обозначает порядок размещения элементов (часто — графических) по отношению к наблюдателю. Применяется, в основном, в компьютерной графике и программировании графических интерфейсов, в том числе, в веб-дизайне.
Иногда величину, указывающую на порядок наложения, называют Z-index (RAD Delphi, CSS).

## Происхождение понятия
Координатные оси двухмерного пространства принято обозначать X и Y. Третья ось, перпендикулярная экрану — соответственно, Z.